# Кюир (станция метро)
«Кюи́р» (фр. Cuire) — конечная станция линии C Лионского метрополитена.

## Расположение
Станция находится в пригороде Лиона, в коммуне Калюир-э-Кюир. Станция расположена на поверхности земли вдоль бульвара Каню (фр. boulevard des Canuts) недалеко от площади Жюль Ферри (фр. place Jules Ferry). Вход на станцию производится с бульвара Каню и площади Жюль Фери. Расстояние до ближайшей станции Энон составляет 745 метров.

## Особенности
Станция открыта 10 декабря 1984 года в составе линии C. От станции Круа-Русс до станции Кюир метро повторяет по трассу железной дороги Круа-Русс — Сатоне, открытой в 30 июля 1863 года и закрытой 16 мая 1953 года для пассажирских, а 28 сентября 1975 года и для грузовых перевозок. Станция состоит из одного-единственного пути, ведущего в тупик, и одной платформы. Пассажиропоток в 2006 году составил 122 595 чел./мес.

## Происхождение названия
Станция названа в честь бывшей деревни Кюир (сейчас часть коммуны Калюир-э-Кюир), на территории которой она находится.

## Наземный транспорт
Со станции существует пересадка на следующие виды транспорта:

   — троллейбус

   — автобус

   —  «внутрирайонный» автобус